# Poul Anderson
Poul William Anderson (25 tháng 11 năm 1926 – 31 tháng 7 năm 2001) là một nhà văn nổi tiếng người về thể loại truyện khoa học viễn tưởng. Poul Anderson cũng viết một vài truyện về thể loại lỳ kì, huyền bí.
Ông tốt nghiệp bằng vật lý tại đại học Minnesota năm 1948 và cưới Karen Kruse năm 1953. Họ có một người con là Astrid, người sau đó đã lấy một tiểu thuyết gia khoa học viễn tưởng Greg Bear.
Ông là chủ tịch thứ sáu của hội nhà văn khoa học viễn tưởng Hoa Kỳ, bắt đầu giữ chức vụ này từ 1972.

## Giải thưởng
- Gandalf Grand Master (1978)
- Hugo Award (7 lần)
- Campbell award (2000)
- Nebula Award (three times)
- Pegasus Award(1998)
- Prometheus Award (4 lần, bao gồm cả giải thưởng Prô-mê-tê cho thành tựu trọn đời năm 2001)
- SFWA Grand Master Award (1997)

## Tác phẩm

### Khoa học viễn tưởng

#### Hoka
- Earthman's Burden (1957) with Gordon R. Dickson
- Star Prince Charlie (1975) with Gordon R. Dickson
- Hoka! (1983) with Gordon R. Dickson

Reissued by Baen as:
- Hoka! Hoka! Hoka! (1998) with Gordon R. Dickson
- Hokas Pokas (2000) with Gordon R. Dickson

#### The Psychotechnic League
- Star Ways (also known as The Peregrine) (1956)
- The Snows of Ganymede (1958)
- Virgin Planet (1959)
- The Psychotechnic League (1981)
- Cold Victory (1982)
- Starship (1982)

#### Tomorrow's Children
- Tomorrow's Children (1947) with F. N. Waldrop
- Chain of Logic (1947)

#### Technic History

##### Polesotechnic League period ofNicholas van Rijn
(by internal chronology):
- War of the Wing-Men (original book publication heavily edited; author's preferred text [and title] later issued as The Man Who Counts) (1958)
- Trader to the Stars (1964) (Prometheus Award), collects:
  - "Hiding Place" (1961)
  - "Territory" (1961)
  - "The Master Key" (1971)
- The Trouble Twisters (features David Falkayn, not Van Rijn) (1966), collects:
  - "The Three-Cornered Wheel" (1963)
  - "A Sun Invisible" (1966)
  - "The Trouble Twisters" (also known as "Trader Team") (1965)
- Satan's World (1969)
- The Earth Book of Stormgate (many stories do not feature Van Rijn) (1978). It collects:
  - "Wings of Victory" (1972)
  - "The Problem of Pain" (1973)
  - "How to be Ethnic in One Easy Lesson" (1974)
  - "Margin of Profit" (1956)
  - "Esau" (also known as "Birthright") (1970)
  - "The Season of Forgiveness" (1973)
  - The Man Who Counts (first appearance of the unedited version of War of the Wing-Men) (1958)
  - "A Little Knowledge" (1971)
  - "Day of Burning" (also known as "Supernova") (1967)
  - "Lodestar (Anderson)" (1973)
  - "Wingless" (also known as "Wingless on Avalon") (1973)
  - "Rescue on Avalon" (1973)
- Mirkheim (1977)
- The People of the Wind (does not feature Falkayn or Van Rijn) (1973)

##### Terran Empire period ofDominic Flandry
(by internal chronology):
- Ensign Flandry (1966)
- A Circus of Hells (1970)
- The Rebel Worlds (1969)
- The Day of Their Return (does not feature Flandry) (1973)
- Agent of the Terran Empire (1965), collects:
  - "Tiger by the Tail" (1951)
  - "The Warriors From Nowhere (1954)
  - "Honorable Enemies" (1951)
  - "Hunters of the Sky Cave" (also known as "A Handful of Stars" and We Claim These Stars) (1959)
- Flandry of Terra (1965), collects:
  - "The Game of Glory" (1958)
  - "A Message in Secret" (also known as Mayday Orbit) (1959)
  - "The Plague of Masters" (also known as "A Plague of Masters" and Earthman, Go Home!) (1960)
- A Knight of Ghosts and Shadows (1974)
- A Stone in Heaven (1979)
- The Game of Empire (features a daughter of Flandry) (1985)
- The Long Night (features a dark age after Flandry's era) (1983), collects:
  - "The Star Plunderer" (1952)
  - "Outpost of Empire" (1967)
  - "A Tragedy of Errors" (1967)
  - "The Sharing of Flesh" (1968) (Hugo, Nebula)
  - "Starfog" (1967)
- Let the Spacemen Beware (also known as The Night Face, does not feature Flandry) (1963)

#### Time Patrol
- 1. "Time Patrol" (1955)
- 2. "Brave to be a King" (1959)
- 3. "Gibraltar Falls" (1975)
- 4. "The Only Game in Town" (1960)
- 5. "Delenda Est" (1955)
- 6. "Ivory, and Apes, and Peacocks" (1983)
- 7. "The Sorrow of Odin the Goth" (1983)
- 8. "Star of the Sea" (1991)
- 9. The Year of the Ransom (1988)
- 10. The Shield of Time (1990)
- 11. "Death and the Knight" (1995)

The shorter works in the series have been collected numerous times over the years, in Guardians of Time (1960, contains 1, 2, 4 and 5; expanded 1981 edition adds 3), Time Patrolman (1983, contains 6 and 7), Annals of the Time Patrol (1983, contains 1-7), The Time Patrol (1991, contains 1-9), and Time Patrol (2006, contains 1-9 and 11).

#### History of Rustum
- Orbit Unlimited (1961)
- New America (1982)

#### Maurai
- Maurai and Kith (1982), collects:

- "Ghetto" (1954)
- "The Sky People" (1959)
- "Progress" (1961)
- "The Horn of Time the Hunter" (also known as "Homo Aquaticus", 1963)
- "Windmill" (1973)

- Orion Shall Rise (1983)

#### Harvest of Stars
- Harvest of Stars (1993)
- The Stars Are Also Fire (1994) (Prometheus Award)
- Harvest the Fire (1995)
- The Fleet of Stars (1997)

### Những tiểu thuyết khác
- Vault of the Ages (1952)
- Brain Wave (1954)
- Question and Answer (also known as Planet of No Return) (1954)
- No World of Their Own (1955)
- The Long Way Home (1958)
- Perish by the Sword (1959)
- War of Two Worlds (1959)
- The Enemy Stars (also known as "'We have fed our sea—'") (1959)
- The High Crusade (1960)
- Murder in Black Letter (1960)
- Twilight World (1961)
- After Doomsday (1962)
- The Makeshift Rocket (1962) (expansion of "A Bicycle Built for Brew")
- Murder Bound (1962)
- Shield (1963)
- Three Worlds to Conquer (1964)
- The Corridors of Time (1965)
- The Star Fox (1965) (Prometheus Award)
- The Fox, the Dog and the Griffin: A Folk Tale Adapted from the Danish of C. Molbeck (1966)
- World Without Stars (1966)
- Tau Zero (1970) (expansion of "To Outlive Eternity")
- The Byworlder (1971)
- The Dancer from Atlantis (1971)
- There Will Be Time (1972)

NOTE: One of the characters in this novel, Leonce, is from the Maurai culture, as noted in the book. She is from a much earlier era than the Maurai stories, however.
- Fire Time (1974)
- Inheritors of Earth (1974) with Gordon Eklund
- The Winter of the World (1975)
- The Avatar (1978)
- The Demon of Scattery (1979) with Mildred Downey Broxon
- The Devil's Game (1980)
- The Boat of a Million Years (1989)
- The Saturn Game (1989)
- The Longest Voyage (1991)
- War of the Gods (1997)
- Starfarers (1998)
- Genesis (2000) (John W. Campbell Memorial Award)
- Mother of Kings (2001)
- For Love and Glory (2003)

### Collections
- Orbit Unlimited (1961)
- Strangers from Earth (1961)
- Twilight World (1961)
- Un-Man and Other Novellas (1962)
- Time and Stars (1964)
- The Fox, the Dog, and the Griffin (1966)
- The Horn of Time (1968)
- Beyond the Beyond (1969)
- Seven Conquests (1969)
- Tales of the Flying Mountains (1970)
- The Queen of Air and Darkness and Other Stories (1973)
- The Worlds of Poul Anderson (1974)
- The Many Worlds of Poul Anderson (also known as The Book of Poul Anderson) (1974) — Edited by Roger Elwood
- Homeward and Beyond (1975)
- The Best of Poul Anderson (1976)
- Homebrew (1976)
- The Night Face & Other Stories (1979)
- The Dark Between the Stars (1981)
- Explorations (1981)
- Fantasy (1981)
- The Guardians of Time (1981)
- Winners (1981) (a collection of Anderson's Hugo-winners)
- Cold Victory (1982)
- The Gods Laughed (1982)
- New America (1982)
- Starship (1982)
- The Winter of the World / The Queen of Air and Darkness (1982)
- Conflict (1983)
- The Long Night (1983)
- Past Times (1984)
- The Unicorn Trade (1984) with Karen Anderson
- Dialogue With Darkness (1985)
- Space Folk (1989)
- The Shield of Time (1990)
- Alight in the Void (1991)
- The Armies of Elfland (1991)
- Inconstant Star (1991) — Stories set in Larry Niven's Man-Kzin Wars universe.
- Kinship with the Stars (1991)
- All One Universe (1996)
- Going for Infinity

### Ly kì

#### King of Ys
- Roma Mater (1986) with Karen Anderson
- Gallicenae (1987) with Karen Anderson
- Dahut (1987) with Karen Anderson
- The Dog and the Wolf (1988) with Karen Anderson

#### Operation Otherworld
- Operation Chaos (1971)
- Operation Luna (1999)
- Operation Otherworld (1999) - omnibus containing "Operation Chaos" and "Operation Luna"

#### Các tiểu thuyết khác
- The Broken Sword (1954)
- Three Hearts and Three Lions (1961)
- Hrolf Kraki's Saga (1973)
- A Midsummer Tempest (1974)

NOTE: One character who appears in this novel is Valeria Matucheck, eldest daughter of Steve and Ginny Matuchek, protagonists of "Operation Chaos" and "Operation Luna". Though written between these two books, "A Midsummer Tempest" takes place after both. Holger Carlsen, of Three Hearts and Three Lions, also appears.
- The Merman's Children (1979)
- Conan the Rebel (1980)

### Tiểu thuyết lịch sử

#### The Last Viking
- The Golden Horn (1980) with Karen Anderson
- The Road of the Sea Horse (1980) with Karen Anderson
- The Sign of the Raven (1980) with Karen Anderson

#### Những tiểu thuyết khác
- The Golden Slave (1960) - Historical novel
- Rogue Sword (1960) - Historical novel

### Tuyển tập chọn lọc
- 4 Nebula Award Stories 4 (1969)
- The Day the Sun Stood Still (1972) with Gordon R. Dickson and Robert Silverberg
- A World Named Cleopatra (1977)

### Tiểu thuyết không hư cấu
- Is There Life on Other Worlds? (1963)